# Same Love
Same Love ist ein Lied des US-amerikanischen Musikerduos Macklemore & Ryan Lewis aus dem Jahr 2012, in Zusammenarbeit mit der US-amerikanischen Sängerin Mary Lambert.

## Entstehung und Veröffentlichung
Geschrieben wurde das Lied gemeinsam von allen teilnehmenden Interpreten. Ryan Lewis zeichnete zudem auch für die Produktion verantwortlich. Das Lied wurde während eines Volksentscheids in Washington zur Legalisierung der Homo-Ehe aufgenommen (Referendum 74). Macklemore erklärte auch, dass das Lied als Reflexion zur Homophobie in Hip-Hop-Kreisen entstand. In den ersten Versen von Same Love singt Macklemore, dass er während der 3. Klasse dachte, er wäre schwul. Damals belegte er die Aussage mit der Begründung, zeichnen zu können. Laut Liedtext versuchte er, sich bei seiner Mutter zu outen.
Die Erstveröffentlichung von Same Love erfolgte als Single am 24. Juli 2012 bei Sub Pop Records. Diese erschien als digitaler Einzeltrack zum Download. Sieben Tage später erschien das Lied auch als 7″-Single (Katalognummer: SP1028). Am 9. Oktober 2012 erschien das Lied als Teil von The Heist, dem Debütalbum von Macklemore & Ryan Lewis.

## Musikvideo
Das dazugehörige Musikvideo feierte seine Premiere am 2. Oktober 2012, es entstand unter der Regie von Jonathan Augustavo und Ryan Lewis.

## Liveauftritte
Im Oktober 2012 trat Macklemore zusammen mit Mary Lambert während der Ellen DeGeneres Show auf. Die Musiker spielten auch bei den Grammy Awards 2014, wo sich bei der Performance 33 Paare das Ja-Wort gaben und zum Ende noch Madonna erschien, um Open Your Heart anzustimmen.

## Kommerzieller Erfolg

### Chartplatzierungen
Same Love avancierte zum Nummer-eins-Hit in Australien und Neuseeland. Darüber hinaus erreichte es mit Rang sechs die Top 10 im Vereinigten Königreich.
| ChartsChartplatzierungen       | Höchstplatzierung | Wochen |
| ------------------------------ | ----------------- | ------ |
| Deutschland (GfK)              | 25 (16 Wo.)       | 16     |
| Österreich (Ö3)                | 19 (17 Wo.)       | 17     |
| Schweiz (IFPI)                 | 33 (9 Wo.)        | 9      |
| Vereinigte Staaten (Billboard) | 11 (30 Wo.)       | 30     |
| Vereinigtes Königreich (OCC)   | 6 (16 Wo.)        | 16     |

| ChartsJahrescharts (2013)      | Platzierung |
| ------------------------------ | ----------- |
| Vereinigte Staaten (Billboard) | 43          |
| Vereinigtes Königreich (OCC)   | 70          |

### Auszeichnungen für Musikverkäufe
| Land/Region                  | Auszeichnungen für Musikverkäufe (Land/Region, Auszeichnung, Verkäufe) | Verkäufe  |
| ---------------------------- | ---------------------------------------------------------------------- | --------- |
| Australien (ARIA)            | 6× Platin                                                              | 420.000   |
| Frankreich (SNEP)            | —                                                                      | 36.600    |
| Italien (FIMI)               | Gold                                                                   | 15.000    |
| Kanada (MC)                  | Platin                                                                 | 80.000    |
| Neuseeland (RMNZ)            | 3× Platin                                                              | 45.000    |
| Vereinigte Staaten (RIAA)    | 4× Platin                                                              | 4.000.000 |
| Vereinigtes Königreich (BPI) | Platin                                                                 | 600.000   |
| Insgesamt                    | 1× Gold · 15× Platin ·                                                 | 5.196.600 |

Hauptartikel: Macklemore & Ryan Lewis/Auszeichnungen für Musikverkäufe

### Auszeichnungen für Musikstreaming
| Land/Region     | Auszeichnungen für Musikverkäufe (Land/Region, Auszeichnung, Verkäufe) | Verkäufe  |
| --------------- | ---------------------------------------------------------------------- | --------- |
| Dänemark (IFPI) | Platin                                                                 | 1.800.000 |
| Insgesamt       | 1× Platin ·                                                            | 1.800.000 |

Hauptartikel: Macklemore & Ryan Lewis/Auszeichnungen für Musikverkäufe